# Vicente Jiménez
Vicente Jiménez Navas (Barcelona, 13 de agosto de 1962) es un periodista español, director de contenidos para las emisoras latinoamericanas del grupo Prisa Radio desde febrero de 2018, tras su etapa de director general de la Cadena SER y Prisa Radio durante tres años. En abril de 2019 se convirtió en director del diario deportivo As.

## Trayectoria
Jiménez se licenció en Periodismo por la Facultad de Ciencias de Información de la Universidad Autónoma de Barcelona (UAB) y durante su etapa de subdirector de El País realizó un curso de dirección en la IESE Business School de Madrid. Es patrono de la Escuela de Periodismo UAM de El País. Empezó a trabajar en la redacción de El Periódico de Catalunya en 1984 y seis años más tarde, en 1990, se incorporó al diario El País en Madrid. En enero de 1994, tras ser redactor de deportes fue nombrado director del suplemento semanal de ocio El País de las Tentaciones. Después de esta etapa, fue redactor jefe de información local de Madrid y redactor jefe de Sociedad.
Entre 1999 y 2005, Jiménez ocupó la subdirección de El País, hasta que en septiembre de ese último año fue nombrado director adjunto. Durante los nueve años en los que ocupó este cargo, El País llevó a cabo su transformación digital, y fue en la época en la que el diario impreso recibió el Premio Ortega y Gasset a la investigación sobre el caso Gürtel dirigida por José Manuel Romero en 2010. También, en esta etapa, El País destapó el escándalo de corrupción de la contabilidad en B del Partido Popular con la publicación de los conocidos como los Papeles de Bárcenas, así como las informaciones sobre la filtración de documentos de la política exterior de Estados Unidos llevado a cabo por Wikileaks. El 10 de noviembre de 2012, siendo Jiménez todavía director adjunto bajo la dirección de Javier Moreno, El País llevó a cabo un Expediente de regulación de empleo (ERE) sin acuerdo con los trabajadores y que conllevó el despido de 129 profesionales de la cabecera.
En mayo de 2014, Jiménez se trasladó a Nueva York como corresponsal de El País, aunque unos meses más tarde, en febrero de 2015, volvió a España y fue nombrado director general de la Cadena SER y Prisa Radio, en sustitución de Alejandro Nieto Molina. El 27 de febrero de 2018, Jiménez asumió la dirección general de contenidos para las emisoras latinoamericanas de Prisa Radio, en Colombia, México, Chile, Argentina, Panamá, Costa Rica y Estados Unidos. Fue sustituido en la dirección general de la Cadena SER por Daniel Gavela. El 30 de abril de 2019, fue nombrado director del diario deportivo As en sustitución de Alfredo Relaño, director del medio desde 1996, y que será presidente de honor.